# Венгрувский повет
Венгрувский повет (пол. Powiat węgrowski) — повет (район) в Польше, входит как административная единица в Мазовецкое воеводство. Центр повета — город Венгрув. Занимает площадь 1219,18 км². Население — 67 596 человек (на 2013 год).

## Административное деление
- города: Венгрув, Лохув
- городские гмины: Венгрув
- городско-сельские гмины: Гмина Лохув
- сельские гмины: Гмина Грембкув, Гмина Корытница, Гмина Лив, Гмина Медзна, Гмина Садовне, Гмина Сточек, Гмина Вежбно

## Демография
Население повета дано на 2013 год.
| Перепись            | Всего | Мужчины | Женщины |
| ------------------- | ----- | ------- | ------- |
| Всего               | 67596 | 33705   | 33891   |
| Городское население | 19582 | 9483    | 10999   |
| Сельское население  | 48014 | 24222   | 23792   |